# Rondônia
Rondônia je jedna od država u Brazilu, a nalazi se na sjeverozapadu zemlje. Na zapadu ima kratku granicu s državom Acre, na sjeveru je država Amazonas, na istoku Mato Grosso, a na jugu graniči s Bolivijom. Glavni i najveći grad je Porto Velho. 

## Ime
Država Rondônijija imenovana je po brazilskom istraživaču Cândido Rondonu (1865-1958)
.

## Stanovništvo
Indijanci: Plemena ove države jezično pripadaju u nekoliko porodica, od kojih su najbrojnija ona koja govore jezicima Velike porodice Tupian s kulturom tipičnoj za kišnu šumu, to su: Monde, skupine Tupi-Kawahib, Arikem s plemenom Karitiana, Tupari s plemenima Makuráp i Tupari, Puruborá i drugi. Narodi porodice Panoan, kao što su Karipuná do Guaporé; Nhambicuaran; Chapacuran. Stanovnici kišnih šuma Rondonije naseljeni su poglavito uz obale rijeka a lov, sakupljanje i ribolov osnovni su načini preživljavanjea. Organizirani su po malenim nomadskim skupinama kao što su to Tupi-Kawahibi sa skupinama Mialat, Paranawat, Ipotewát, Jabutiféd (Yabutiféd), Pawaté, Takwatíb i Wiraféd (Uirafed). Ovaj obrazac kulture kao da je preslikan sa sjevernoameričkih Zapadnih Šošona, vrijedi i za brojne skupine Nambikwara s istom organizacijom podjela bande, s razlikom što se kod Zapadnih Šošona nomadske skupine dobivale imena po izvorima hrane koju su nalazili na određenim sezonskim lokalitetima gdje se u određeno doba godine mogla naći. Kod Tupi-Kawahiba i Nambikwara vrijedi pravilo (kao i za Zapadne Šošone), da vođa grupe autoritet mora steći svojom sposobnošću pronalaska hrane u određenim vremenskim periodima. Imena njihovih skupina su stalne, što kod Šošona nije slučaj, jer se mijenja ovisno o vrsti hrane na određenom lokalitetu. Granice lovačkih i sakupljačkih područja ljubomorno se čuvaju, a njihovo kršenje može dovesti do rata, jer je ima tek toliko da podmiri određen broj osoba, čime je i limitirana brojnost ovih malenih lovačko-sakupljačkih bandi.
Plemena brazilske Rondonije, od kojih je u povijesti znatan dio nestao su: Abitana-Waninân, Aboba, Aikaná (Massaká), Ajuru (Wayoró), Akuntsu, Amniapé (Koaratúra), Arára (Karo, Urukú, Urucu), Arara-Gavião (Arara do Rio Machado), Arikapu, Arikém (Arikên, Arikeme, Arikéna), Aruá, Aruaxi, Arupái (Urupaya), Baepuat, Besitiakáp (Bicitiacap), Boca Preta,  Burué, Camajari (Kamajari), Chapacura, Cinta Larga (Matétamãe), Gavião (Gavião de Rondônia, Ikõrõ, Digüt, Digut), Guajejú, Guaratégaja, Guarayo (Guarayú), Guimaras, Huari (Columbiara, Corumbiara), Ipotuát (Ipotewát), Itogapúk, Yabutí, Jakariá, Jaru, Kabixiana, Kanoê (Kapixaná), Karipuna, Karipuna (Tupian), Karitiana, Kautarío, Kaxararí, Kepkiriwát, Koaiá (Kwazá), Kreném, Kujubim (Miguelenho), Kujuna, Kumaná, Lambi, Maba, Majubin, Makuráp, Matáwa, Mekén, Mialat, Mondé (Salamai), Ñadiríwa, Nambikwara do Campo, Nambikwara do Norte, Navaité, Nênê, Numbiaí (Orelha de Pau), Pakaanova, Paleten, Palmelas, Papamiê, Paranawát, Parintintín, Patiti, Paumelenho, Puruborá, Puxakáze, Ramarama, Sakirabiap, Suruí de Rondônia, Takuatíb, Tapicaris, Tapoáya, Tucurupis, Tukumanféd, Tupari, Tupi do Gi-Paraná, Tupi-Kawahib, Uaião (Xari, Uairi), Uaindizê, Uaiticuzê, Uru Pa In, Uru-Eu-Wau-Wau, Urukuái, Urumí, Urunamakan, Urupá (Gurupá, Arupá), Urutundê, Wanüân, Wiraféd, Wômó, Xaí, Yabutiféd, Zoró.

## Općine (municípios)
Rondônia se sastoji od 52 općine: Alta Floresta d’Oeste; Alto Alegre dos Parecis; Alto Paraíso; Alvorada d’Oeste; Ariquemes; Buritis; Cabixi; Cacaulândia; Cacoal; Campo Novo de Rondônia; Candeias do Jamari; Castanheiras; Cerejeiras; Chupinguaia; Colorado do Oeste; Corumbiara; Costa Marques; Cujubim; Espigão d’Oeste; Governador Jorge Teixeira; Guajará-Mirim; Itapuã do Oeste; Jaru; Ji-Paraná; Machadinho d’Oeste; Ministro Andreazza; Mirante da Serra; Monte Negro; Nova Brasilândia d’Oeste; Nova Mamoré; Nova União; Novo Horizonte do Oeste; Ouro Preto do Oeste; Parecis; Pimenta Bueno; Pimenteiras do Oeste; Porto Velho; Presidente Médici; Primavera de Rondônia; Rio Crespo; Rolim de Moura; Santa Luzia d’Oeste; São Felipe d’Oeste; São Francisco do Guaporé; São Miguel do Guaporé; Seringueiras; Teixeirópolis; Theobroma; Urupá; Vale do Anari; Vale do Paraíso; Vilhena.